# Rättighets- och frihetspartiet
Rättighets- och frihetspartiet, förkortat HAK-PAR (kurdiska: Partîya Maf û Azadîyan, turkiska: Hak ve Özgürlükler Partisi), är en prokurdiskt politisk parti i Turkiet som bildades den 11 februari 2002 av Abdülmelik Fırat.
Partiet förespråkar federalism som ett sätt att öka kurdiskt självstyre i sydöstra delen av landet. Partiet har sitt huvudkontor i Ankara.
Tidigare var Kemal Burkay, bosatt i Sverige, partiledare för Rättighets- och frihetspartiet från november 2012 fram till oktober 2014. Fehmi Demir utsågs till ny partiledare när partiet höll sin 6:e ordinarie kongress den 26 oktober 2014. Nuvarande partiledare är Refik Karakoç som tillträdde tjänsten den 24 april 2016.

## Tidigare partiledare
| 2002–2006 | Abdülmelik Fırat |
| 2006–2008 | Sertaç Bucak     |
| 2008–2012 | Bayram Bozyel    |
| 2012–2014 | Kemal Burkay     |
| 2014–2015 | Fehmi Demir      |
| 2016–     | Refik Karakoç    |